# Caecum caverna
Caecum caverna is een slakkensoort uit de familie van de Caecidae. De wetenschappelijke naam van de soort werd in 1989 voor het eerst geldig gepubliceerd door Robert Moolenbeek, Marien J. Faber en Thomas M. Iliffe.